# Segismundo Bermejo
Segismundo Bermejo y Merelo (San Fernando, 9 de marzo de 1833-Madrid, 2 de diciembre de 1899) fue un marino de guerra y político español, ministro de Marina entre 1897 y 1898, durante la guerra hispano-estadounidense.

## Biografía
Nacido en la ciudad de San Fernando el 9 de marzo de 1833, Se trataba de un hombre que hablaba distintos idiomas y que ejerció como escritor, con obras en su haber como la novela de ciencia ficción El doctor Juan Pérez o Faï, escrita en alemán. Entre el 22 de octubre de 1896 y el 1 de abril de 1897 ocupó la jefatura del Estado Mayor Central de la Armada y, el 4 de octubre de 1897, fue nombrado ministro de Marina. Bajo su mandato se produjo el desastre naval de Cavite, tras lo cual fue sustituido por Ramón Auñón y Villalón, en mayo de 1898. Cesó como ministro el 18 de mayo de 1898, siendo sustuituido por Ramón Auñón y Villalón. Estuvo en contra de la vuelta de Valeriano Weyler a España, pues creyó que de haber permanecido este en Cuba se podría haber evitado la independencia de la colonia española. Se consideró que tuvo una perspectiva demasiado optimista o poco realista respecto de las posibilidades de España en un enfrentamiento contra los Estados Unidos en el conflicto del 98.
Poseía la gran cruz de la Orden de San Hermenegildo, la cruz de la Orden del Mérito Naval, la cruz de la Orden de Isabel la Católica, la cruz de la Orden de Carlos III y la Real de Prusia. Murió el 2 de diciembre de 1899 en Madrid, de madrugada, y fue enterrado al día siguiente en el cementerio de San Justo. Fue senador por la provincia de Murcia en 1898-1899.